# Dorfkirche Marzahn

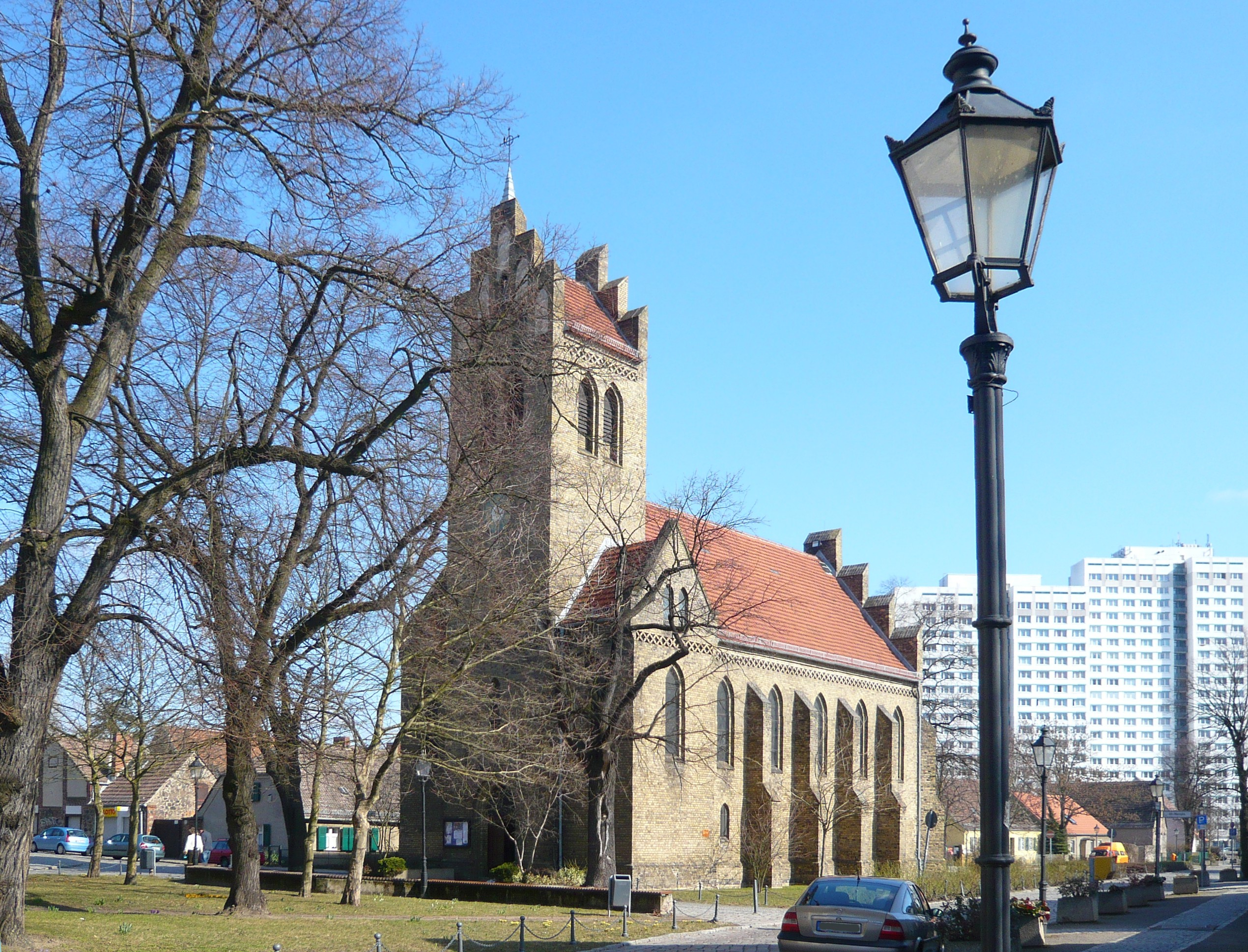
Dorfkirche von Westen

Die evangelische Dorfkirche Marzahn im gleichnamigen Ortsteil von Berlin ist eine 1869–1871 nach einem Entwurf von Friedrich August Stüler erbaute neugotische Backsteinkirche. Die Dorfkirche befindet sich auf dem Dorfanger des ehemaligen Angerdorfes und ist in ihrer äußeren Gestalt weitgehend erhalten. Als Einzeldenkmal steht sie wie das umgebende Ensemble des Dorfkernes Alt-Marzahn unter Denkmalschutz. Auch im 21. Jahrhundert dient das Gotteshaus in seiner ursprünglichen Bestimmung der evangelischen Kirchengemeinde Berlin-Marzahn für ihre Gottesdienste. Daneben finden in der Kirche regelmäßig Konzerte statt.

## Der Vorgängerbau

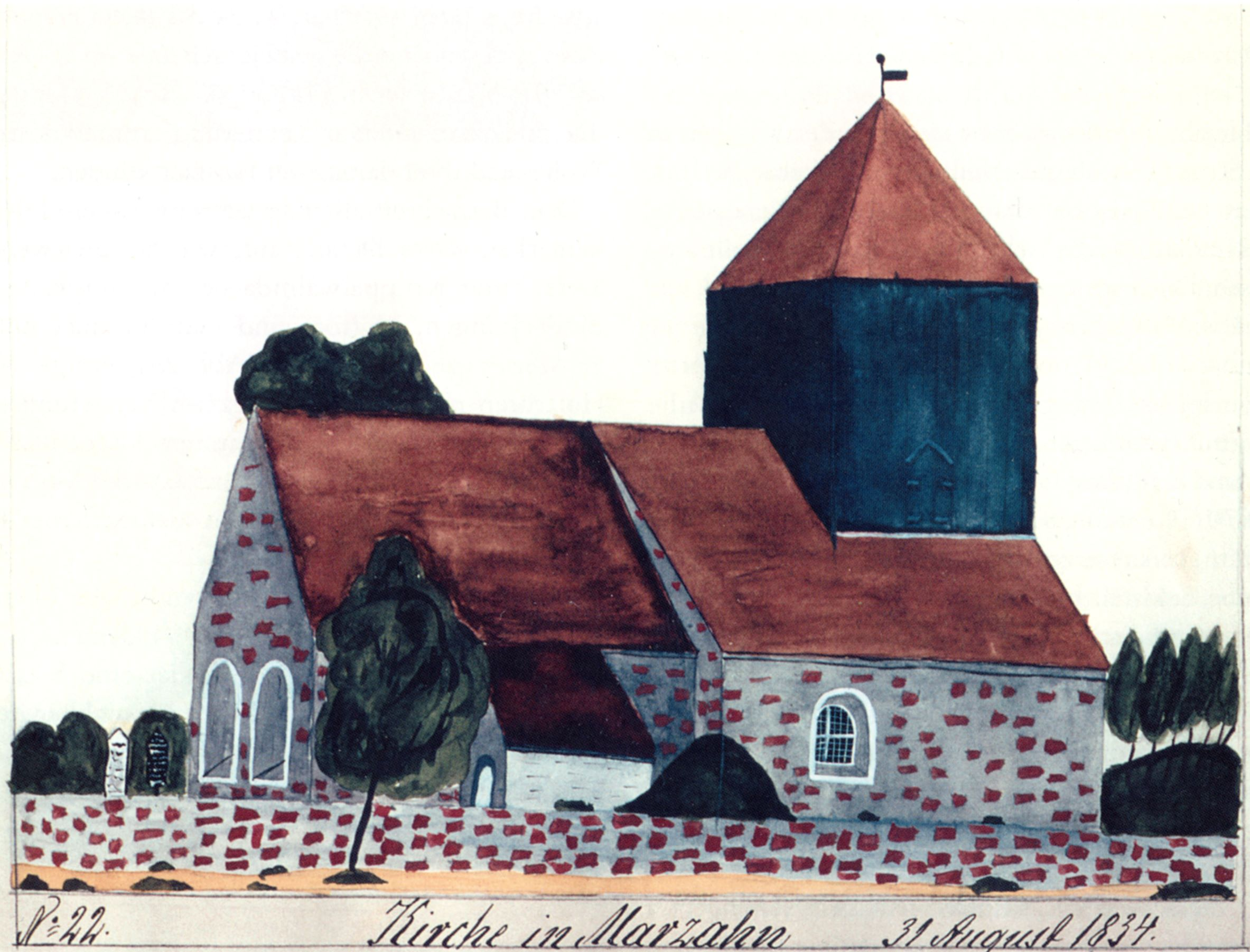
Der Vorgängerbau mit Dachturm, aquarellierte Zeichnung des Seidenwirkerlehrlings Heinrich Wohler (1817–1894); am 31. August 1834

Die alte Dorfkirche, eine in der zweiten Hälfte des 13. Jahrhunderts in frühgotischen Formen erbaute Feldsteinkirche, umgab ein mit einer Feldsteinmauer eingefasster Friedhof. Die Kirche bestand aus einem kurzen Langhaus und einem kaum eingezogenen Chor von gleicher Dachfirsthöhe. Wie die Zeichnung des späteren Berliner Seidenwirkermeisters Heinrich Wohler († 18. November 1894) aus dem Jahr 1834 zeigt (s. Abb.), waren die Feldsteine relativ sorgfältig gequadert. 1496 wurde ein Gewölbe eingezogen. Die seit dem 14. Jahrhundert nachweisbare Kirchgemeinde Marzahn verlor mit der Reformation und dem Übertritt von Kurfürst Joachim II. zum lutherischen Glauben ihre Selbstständigkeit. Die Kirche wurde bis 1603 Tochterkirche von Biesdorf und anschließend bis nach dem Zweiten Weltkrieg von Friedrichsfelde.
Der Dreißigjährige Krieg (1618–1648) erreichte 1626 die Mark Brandenburg. Von seinen Folgen, der Entvölkerung und dem wirtschaftlichen Zusammenbruch, erholte sich das Dorf nur langsam. Neue Einwohner brachte die Siedlungspolitik Friedrichs II. nach dem Siebenjährigen Krieg (1756–1763). Die ab 1764 angesiedelten Kolonisten aus der Pfalz brachten ihren reformierten Glauben mit. Beide Kirchgemeinden, die lutherische Gemeinde Alt-Marzahn und die reformierte Gemeinde Neu-Marzahn, teilten sich die Kirche.
In den Notzeiten während und nach dem Dreißigjährigen Krieg erfolgten nur Ausbesserungen an dem Bau. Als Folge zeigte die Kirche in der ersten Hälfte des 18. Jahrhunderts bereits erhebliche Bauschäden, und 1756 musste das Läuten der Kirchenglocken (Glocke von 1660) wegen der Baufälligkeit des Turmes eingestellt werden. Der desolate Bauzustand führte 1777 zum ersten Kostenanschlag für einen Neubau. Ein während der Predigt am Ostersonntag 1782 aus dem Gewölbe heruntergefallener Stein, der beinahe einen Kirchgänger erschlagen hätte, illustriert den fortschreitenden Zerfall; sie war baufällig und ihr Zustand im 19. Jahrhundert als „entsetzlich schlechte“ bezeichnet. Die Gottesdienste fanden nach diesem Vorfall in der Schule statt, bis 1785/1786 ein hölzerner Dachturm mit Glockenstuhl den alten Turm ersetzte. Für die Kirche selbst mussten einfache Ausbesserungen genügen.
Am 25. August 1830 vereinigten sich die lutherische und die calvinistische Kirchgemeinde zur Unierten Kirche; der Kostenanschlag von 1831 für einen Neubau, unter Einbezug des alten Chores, steht damit wohl im Zusammenhang. 1860 folgte ein alternativer Kostenanschlag für einen Erweiterungsbau mit Erneuerung der alten Kirche. Durch die sparsame gedachte Einbeziehung vorhandener Bausubstanz hätte sich eine Kreuzanlage mit Ostturm ergeben. Der neue Turm hätte also „verkehrt“ herum gestanden, wogegen aber die Dorfbevölkerung hartnäckig protestierte. 1869 wurde schließlich ein dritter Kostenanschlag für den Neubau vorgelegt, der zur Ausführung kam.

## Neubau der Kirche und Abriss des Vorgängerbaus

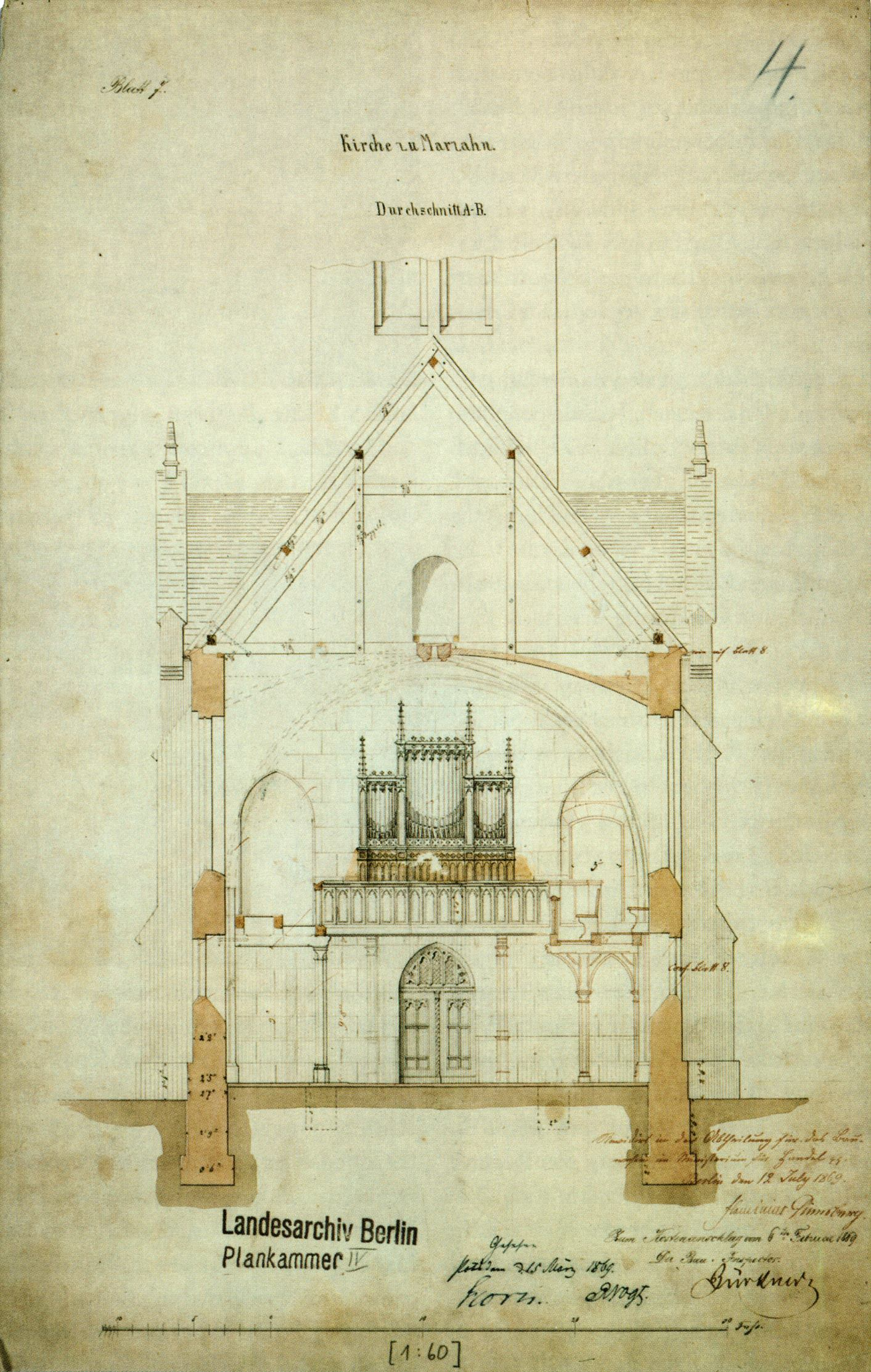
Schnitt durch die Dorfkirche Marzahn, Beilage zum Kostenanschlag von 1869

Den Kostenanschlag und die beiliegenden Pläne fertigte der Kreisbauinspektor Adolf Bürckner, basierend auf einem von 1857 datierenden Entwurf des 1865 verstorbenen Geheimen Oberbaurates Friedrich August Stüler. Der Entwurf entstand im Rahmen der amtlichen Tätigkeit Stülers als Ressortchef für Kirchenbau im Ministerium für Handel, Gewerbe und Öffentliche Arbeiten seit Herbst 1853.
Die Feldsteinkirche blieb vorerst stehen. Die Bauarbeiten für den Neubau, östlich des Altbaus gelegen, begannen im Herbst 1869 unter der Leitung Bürckners, dem spätestens 1871 Bauinspektor Krüger folgte. Das Baumaterial, gelbe Herzfelder Hartbrandsteine, erreichten per Fuhrwagen von Rummelsburg her die Baustelle. Die Kalkbrennerei Ölschläger in Erkner lieferte 355 Tonnen gelöschten Kalk. Die Maurerarbeiten führte Maurermeister Gerhardt aus Altlandsberg aus. Den Zuschlag für die Zimmererarbeiten hatten die Berliner Zimmerermeister W. Bruß und H. F. Stöckling erhalten. Bereits Anfang August 1871 war das neue Kirchengebäude fertiggestellt, und am 4. September 1871 weihte Generalsuperintendent Wilhelm Hoffmann das Gotteshaus.
Das Gegenüber der beiden Kirchen währte nur wenige Jahre: 1874 wurde die alte Feldsteinkirche wegen Baufälligkeit abgebrochen. Der erste preußische Denkmalpfleger Ferdinand von Quast, von Friedrich Wilhelm IV. zum „Konservator der Denkmäler“ ernannt, hatte zuvor vergeblich versucht, wenigstens Teile des Gebäudes zu retten. Zwei Glocken sowie liturgische Textilien und Geräte fanden Wiederverwendung in der neuen Kirche. Außerdem erhielt das Märkische Museum 1875 einige liturgische Geräte, darunter eine Taufschale aus Messing. Der alte Kirchhof bestand bis 1889, als er wegen Überbelegung geschlossen werden musste. Seine Funktion übernahm der 1893 eröffnete Dorffriedhof Marzahn an der Landsberger Allee. Der Angerfriedhof wurde 1930 aufgehoben. Das darauf befindliche Kriegerdenkmal wurde umgesetzt.

## Architektur

### Kirchenschiff und Chor

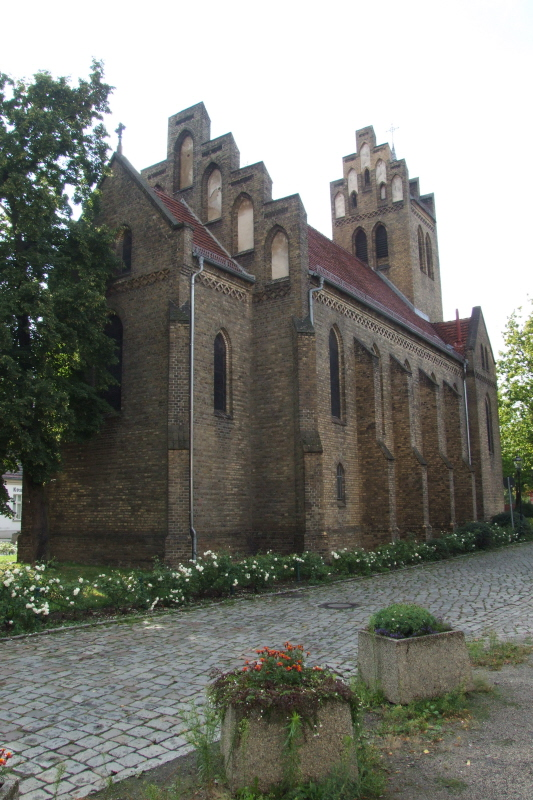
Blick auf die Chorseite der Kirche

Der Grundriss der geosteten Kirche ist ein Rechteck von 25,18 m Länge und 11,28 m Breite. Der gelbliche Ziegelbau der Kirche mit einer Traufhöhe von 7,75 Metern ruht auf einem Kalksteinfundament. Stülers Vorbild für die Gestaltung des Gotteshauses war möglicherweise die Heilige-Geist-Kirche in Teupitz.
Die Ostwand des Kirchenschiffs bekrönt ein siebenstufiger Staffelgiebel, verziert mit sieben Blendfenstern. Wie alle Blendfenster waren diese in der ursprünglichen Gestaltung ziegelsichtig und sind erst seit der Renovierung von 1912/1913 verputzt. An die Ostwand schließt sich der rechteckige, eingeschobene Chor an. Sein einfacher Giebel trägt ein steinernes Kreuz. Strebepfeiler und Spitzbogenfenster gliedern die Wände des Kirchenschiffes und des Chores. Unter dem Dachgesims des Schiffes zieht sich ein einfach gekreuztes Schmuckband hin. Dieser Zierfries setzt sich auf gleicher Höhe an Ost- und Westwand sowie am Chor fort.

### Kirchturm

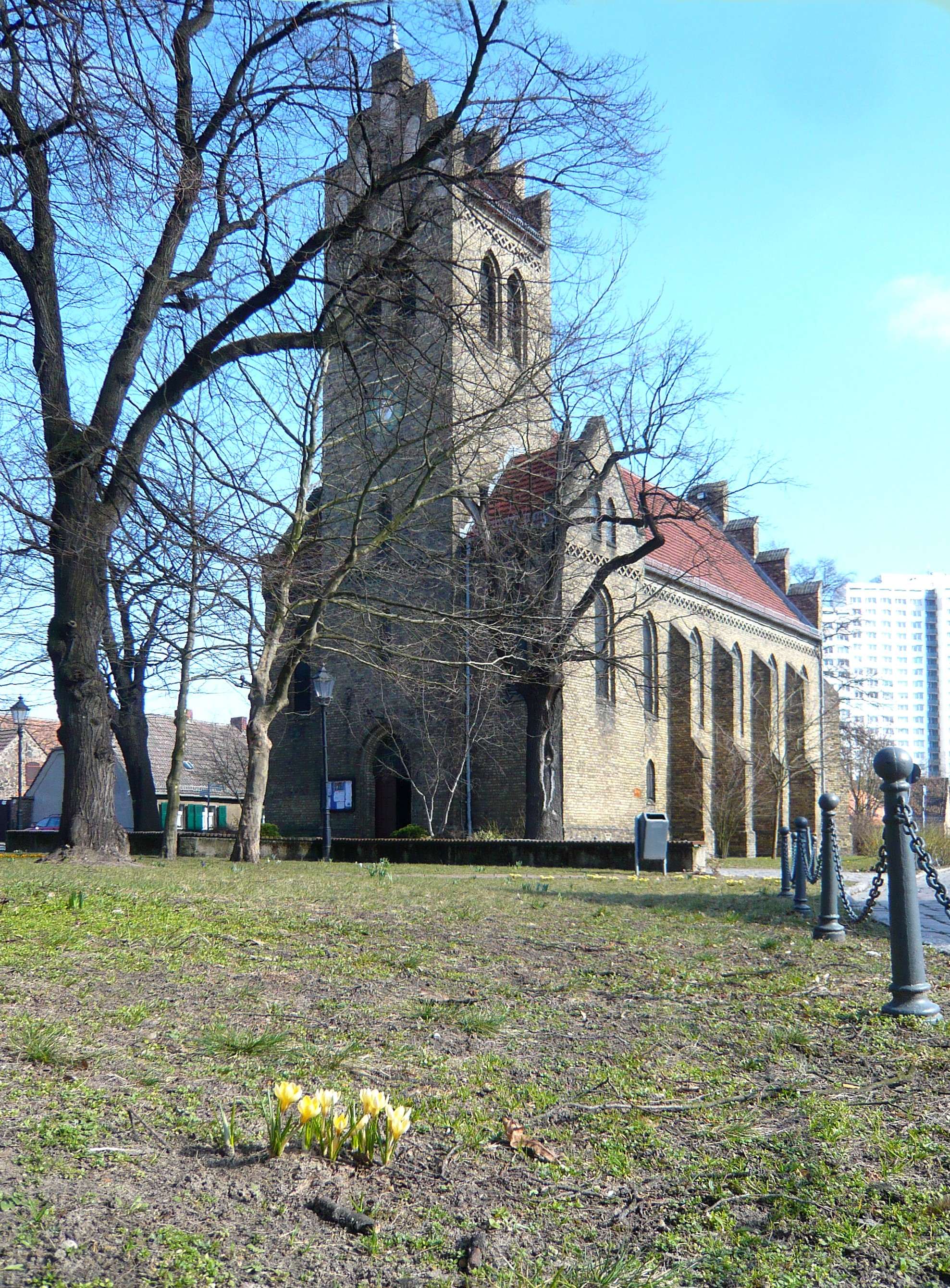
Turmseite der Dorfkirche Marzahn

In der Achse des Kirchenschiffes erhebt sich im Westen der 24,85 m hohe Turm. Die seitlichen Anbauten des Turmes mit den Treppenhäusern zu den Emporen sind gleich gestaltet wie der Chor. Ihre Giebel krönten ursprünglich wie beim Chor steinerne Kreuze. Die Turmuhr unterhalb der Schallöffnungen der Westseite wurde erst 1895/1896 eingebaut.

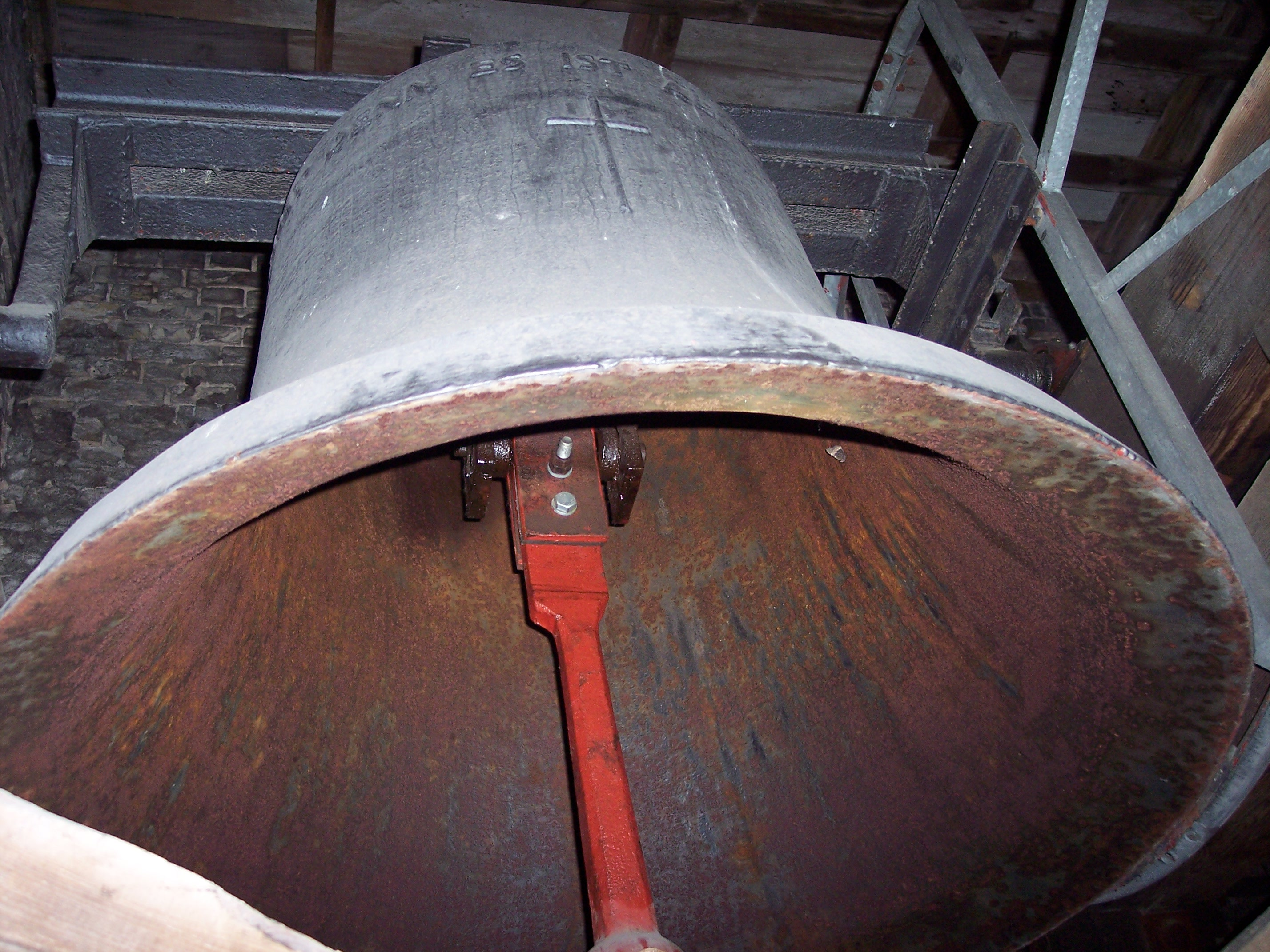
Eine der Glocken im Turm

Der westliche fünfstufige Staffelgiebel des Turmes trägt ein Kreuz aus Eisen. Den Ostgiebel schmückte ursprünglich eine eiserne Wetterfahne, die durch Artilleriebeschuss im Zweiten Weltkrieg verloren ging. Wie die Ostwand des Schiffes beleben je fünf ursprünglich ziegelsichtige und heute verputzte Blendfenster die Mauerflächen unterhalb der Treppen des Giebels. Hinter den je zwei spitzbogigen Schallöffnungen an jeder Turmseite, verkleidet mit eisernen Jalousien, verbirgt sich der Glockenstuhl mit den drei Glocken der Kirche. Die älteste, um 1660 von Jacob Neuwert in Berlin gegossen und mit einem Durchmesser von 68 cm die kleinste mit Schlagton d, stammt aus der Vorgängerkirche. Die beiden anderen Glocken der Glockengießerei Franz Schilling und Lattermann in Apolda ersetzten 1956 zwei im Zweiten Weltkrieg abgehängte und eingeschmolzene Glocken. Die größere mit einem Durchmesser von 130 cm und einem Gewicht von 920 kg trägt die Inschrift „Kommt, denn es ist alles bereit“ (Lk 14,17 ) und erklingt im Schlagton G. Die kleinere mit Schlagton B und der Inschrift „Selig sind, die das Wort Gottes hören und bewahren“ (Lk 11,28 ) misst 108 cm im Umfang und wiegt 530 kg.

### Innenraum

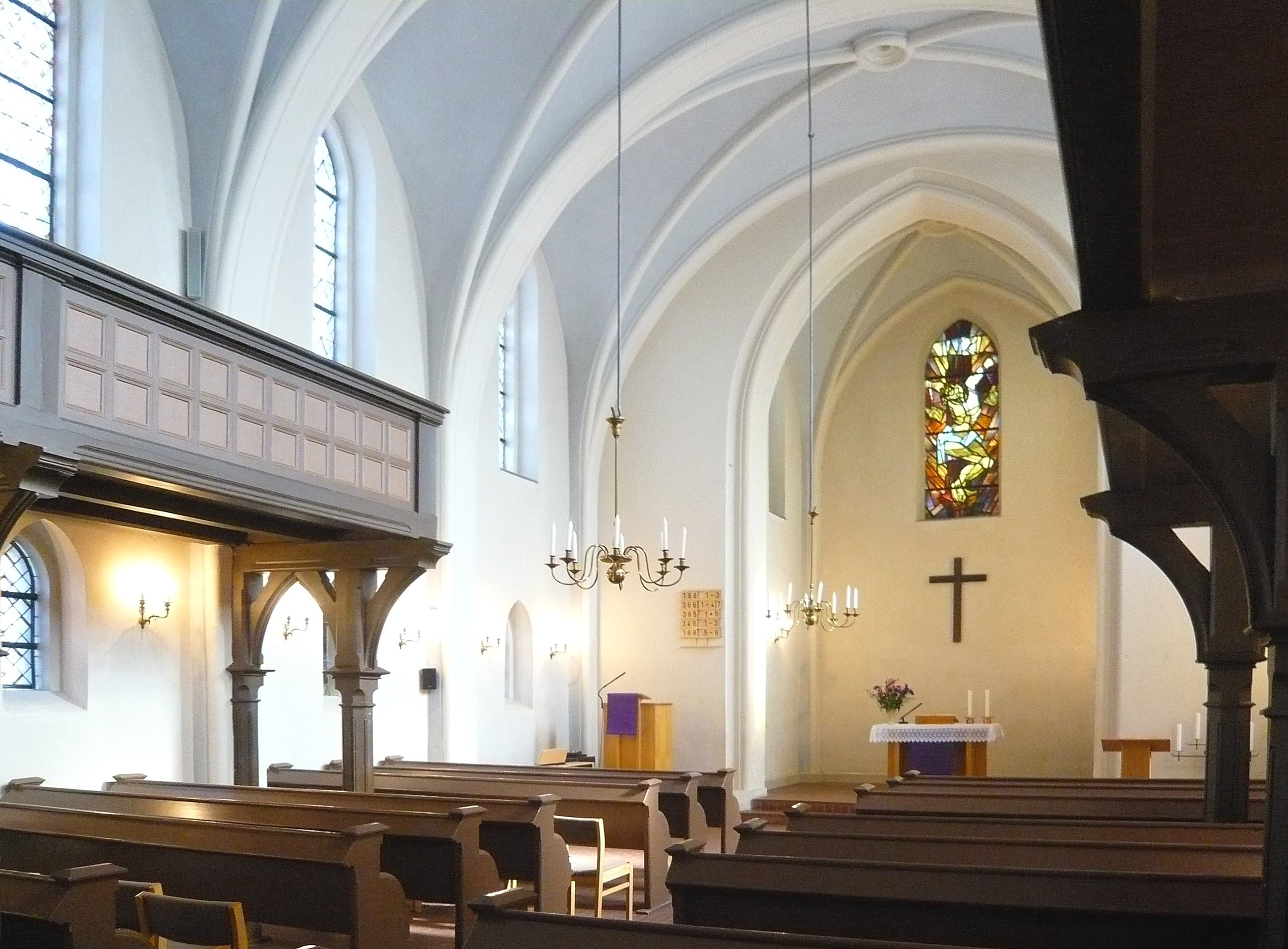
Kirchenschiff mit Blick auf die Altarseite

Fünf Joche mit Kreuzrippengewölben überdecken den einschiffigen Innenraum der Dorfkirche. Die Wände und Decken des Kirchenschiffes, des Chores und des Turmes sind verputzt. Der mehrfach erneuerte Putz und der Anstrich entsprechen nicht mehr dem Originalzustand. Restauratorische Befunde, die Bauzeichnungen von 1869 und die typische Ausstattung anderer Stülerkirchen sprechen für eine einfache Gestaltung des Langhauses mit einer eingeritzten Quaderung wie auf der Bauzeichnung. Grundfarbe der Ausmalung mit Leimfarben war ein Natursteinton, eventuell waren Architekturglieder wie die Rippen des Gewölbes farblich gefasst und der Altarraum farblich gestaltet und damit ausgezeichnet.
Der Renaissance-Taufstein der Feldsteinkirche in Pokalform stammt aus dem Jahr 1660 und wurde aus sächsischem Sandstein angefertigt. Nach dem Abbruch der alten Dorfkirche wurde der Taufstein vorerst auf dem Friedhof aufgestellt, kam bei der Renovierung 1912/1913 wieder in die Kirche. Bei den verschiedenen Renovierungen wechselte er mehrmals den Standort und wurde bei der Erneuerung 1982/1983 aus der Kirche entfernt. Nach seiner Restaurierung erhielt er 2005 wieder einen Platz in der Kirche und erinnert zusammen mit der Taufschale aus Messing, einer Leihgabe des Märkischen Museums, an den Vorgängerbau.
Da die Kirche erst 1934/1935 Anschluss an das Elektrizitätsnetz erhielt, wurde die Kirche ursprünglich durch zwei goldbronzierte Kerzen-Kronleuchter mit Prismenbehang im Langhaus und je einem dreiarmigen Wandleuchter im Bereich der Kanzel und der Orgel beleuchtet. Die heutigen Kronleuchter kamen erst 1934/1935 in die Kirche.
Im Zweiten Weltkrieg gingen die Glasfenster der Erbauungszeit verloren. Nur die Chorfenster waren in der Originalausstattung etwas aufwändiger gestaltet, wie Aufnahmen von 1939 zeigen. Bei den übrigen Fenstern genügte eine mit farbigen Streifen eingefasste Bleiverglasung in Rautenform. 1948 erfolgte die Neuverglasung der Kirchenschifffenster und 1949/1950 der Chorfenster durch die Werkstätten der Mahlsdorfer Glasmalerin Katharina Peschel nach Entwürfen von Eva-Maria Lokies. Die figürlichen Darstellungen der vier Evangelisten, begleitet von ihren Symbolen in vier Fenstern des Kirchenschiffes, zeigen Matthäus mit einem geflügelten Menschen, Markus mit einem Löwen, Lukas mit einem Stier und Johannes mit einem Adler. Im Chorfenster über dem Altar ist der gekreuzigte Jesus von Nazaret eingearbeitet.
Im Chor steht der heutige Altartisch aus furniertem Eschenholz seit der Renovierung 1982/1983 an der Stelle des schlichten Blockaltars der Erstausstattung. Innenaufnahmen von 1939 dokumentieren vor dem Altar ein Podest mit seitlichen Abschrankungen und auf dem Altar ein Altarkreuz, zwei Altarleuchtern und ein Kruzifix aus bronziertem Gusseisen.
Im Zuge der gleichen Renovierung verschwand auch die aufwendige neugotische Kanzel mit Schalldeckel und Treppe an der nordöstlichen Langhauswand. Ihre Funktion übernahm das moderne Kanzelpult mit Podest in gleicher Gestaltung wie der Altar. Ebenfalls zu den 1983 angeschafften Sakralmöbeln gehört der Taufständer in der Achse der Kirche. Er steht etwa an dem Platz des neugotischen Taufsteins der Originalausstattung, der heute im Turm eingelagert ist. Zur verlorenen neugotischen Innenausstattung gehört ein hölzerner Sakristeianbau an der Nordwand des Langhauses zwischen Kanzel und Gestühl, bei der Renovierung 1912/1913 verändert und 1982/1983 entfernt.
Alle Türen aus der Erbauungszeit – die Außentür und die Tür zum Langschiff in neugotischen Formen und die beiden Emporentüren – sind erhalten.
Die hölzerne, dreiseitige Empore kam gegenüber dem Plan von 1869 vermutlich aus Kostengründen verändert zur Ausführung. Bei der Brüstung traten einfachere Kassettenfüllungen, passend zu den Emporentüren, an die Stelle der neugotischen Füllungen in Spitzbogenform. Auch das Gestühl stammt aus der Zeit des Erstbaus, wenn sich die Zahl der Kirchenbänke auch bei den verschiedenen Umbauten und Erneuerungen reduzierte. Die Farbfassung von Emporen und Bänken wurde teilweise erneuert, für die Grundfarbe des Erstanstrichs gilt Siena nature als wahrscheinlich.

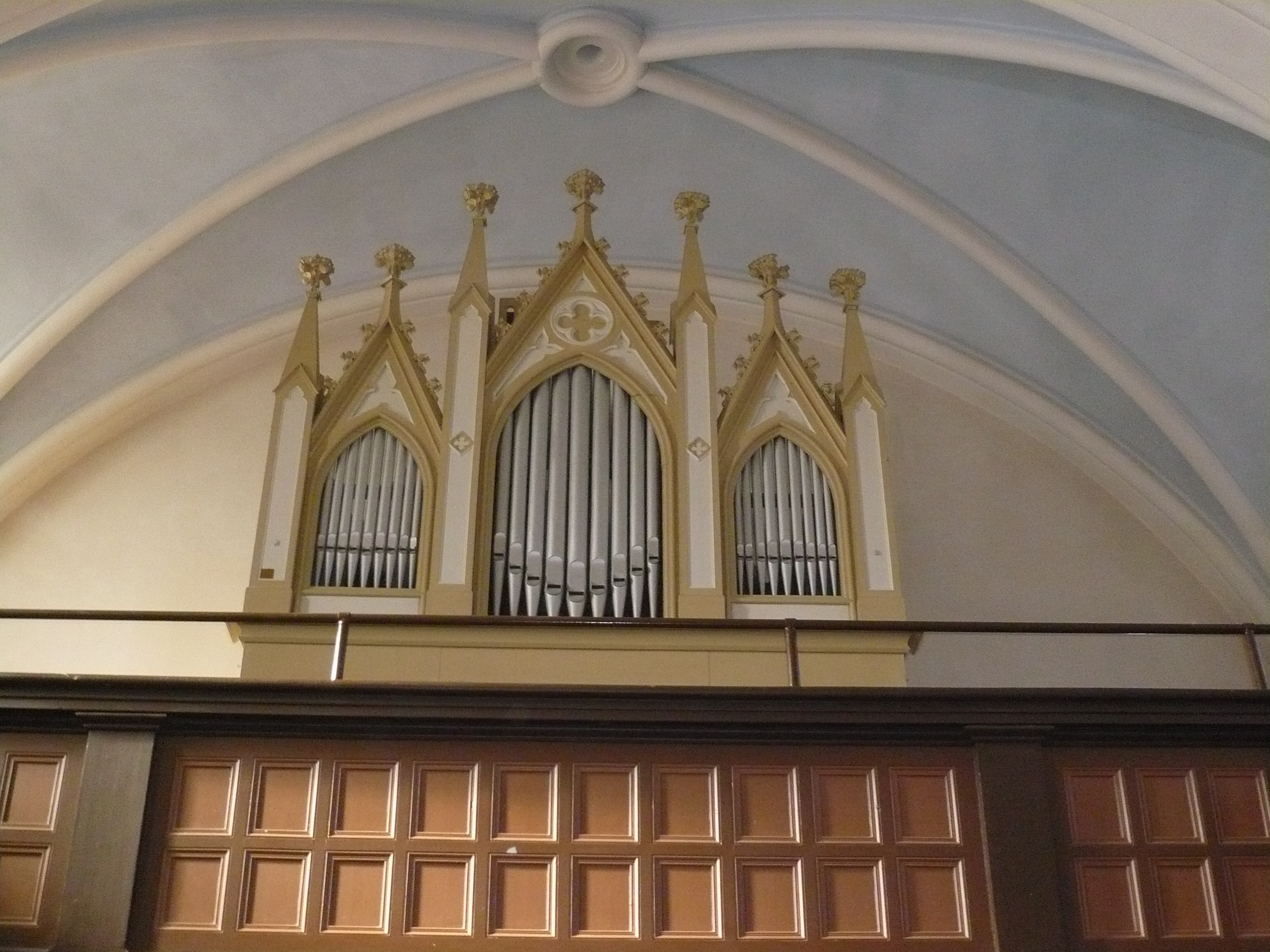
Orgel auf der Empore

Die zweimanualige Orgel mit zwölf Registern auf der Empore datiert in ihren wesentlichen Teilen von 1912. Die im Entwurf von 1869 vorgesehene Orgel kam wohl aus Kostengründen nicht zur Ausführung. Erst 1885 erhielt die Kirche eine erste Orgel der Gebrüder Dinse mit einem gegenüber dem Entwurf vereinfachten Orgelprospekt in neugotischen Formen. Beim Neubau der Orgel, ebenfalls durch die Gebrüder Dinse, im Rahmen der Kirchenrenovierung 1912 fanden der Prospekt und Teile des Pfeifenwerks Wiederverwendung. 1934/1935 erhielt das Windwerk ein elektrisches Gebläse.

## Erneuerungen und Sanierungen bis zum Zweiten Weltkrieg
Bereits wenige Jahre nach dem Bau erforderten Schäden an den Abdeckungen der Giebel und der Strebepfeiler erste Ausbesserungen. Die erste Orgel sowie Arbeiten in den 1890er Jahren – der Einbau der Turmuhr 1895/1996 sowie einer Anthrazitkohle-Heizung an der südlichen Ostwand des Altarraumes – verbesserten Ausstattung und Komfort.
Die erste umfassende Sanierung erfuhr die Dorfkirche 1912/1913. Bei den stark der Verwitterung ausgesetzten Abdeckungen der Strebepfeiler und den Giebeln der Türme, der Treppenhäuser und der Ostwand ließ Kreisbauinspektor Heydemann schadhaftes Mauerwerk abtragen und neu aufmauern. Die Bauarbeiter reinigten das Mauerwerk und ersetzten beschädigte Ziegel und Fugen. Einen gestalterischen Eingriff bedeutete der Verputz in den Blendfenstern der Giebel anstelle bisherigen Mauerwerks. Nach der Reparatur der Dachstühle erhielten die Dächer eine neue Deckung. Beim Dach des Langhauses fügte Heydemann auf jeder Seite zwei Fledermausgauben ein.
Im Kircheninneren musste großflächig durch Nässe und Feuchtigkeit schadhaft gewordener Putz abgeschlagen und ersetzt werden. Der Kirchenraum, die Halle unter dem Turm sowie die Treppenhäuser zu den Emporen erhielten eine neue ornamentale Ausmalung mit Kaseinfarbe im Geschmack der Zeit. Die Innenaufnahmen von 1939 zeigen Schablonenmalereien entlang der Rippen der Kreuzrippengewölbe und in den Fensterlaibungen oder Deckenmalereien mit Sternen in den Gewölbekappen.
Auch die Empore, die Kanzel, der Altar und der Prospekt der gleichzeitig erneuerten und erweiterten Orgel erhielten eine neue Farbfassung in Ölfarbe.
Seit Anschluss an das Elektrizitätsnetz in den Jahren 1934/1935 verfügte die Kirche über elektrische Beleuchtung, Fußheizung und das Windwerk der Orgel über ein elektrisches Gebläse.

## Reparatur der Kriegsschäden, Renovierungen 1962/1963 und 1982/1983
Artilleriebeschuss im Zweiten Weltkrieg führte zu Beschädigungen am östlichen Turmgiebel, am Glockenstuhl, am Giebel des nördlichen Treppenhauses und an der Dachdeckung. Die Reparatur dieser Kriegsschäden erfolgte bereits 1946/1947 mit dem Ausbessern der Mauerwerksschäden und der Neueindeckung des Daches des Langhauses, wobei die Gauben der Renovierungen von 1912/1913 beseitigt wurden. Der Turm erhielt im erneuerten Glockenstuhl zwei neue Glocken, die Fenster in Kirchenschiff und Chor wurden neu verglast.
1952 entwickelte die Kirchgemeinde Pläne für den unterirdischen Einbau einer Sakristei an der Nordost- und eines Heizungskellers an der Südost-Ecke des Langhauses sowie den Ausbau des Dachgeschosses zur Aufnahme von Gemeinderäumen. Diese Planungen wurden bereits 1954 wieder aufgegeben.
In den Jahren 1962/1963 erfolgte eine umfassende Renovierung der Kirche unter der Leitung von Kirchenbaurat Fichte, bei der im Westteil des Langhauses eine Winterkirche eingebaut wurde. Der Innenraum erhielt einen neuen Anstrich, vermutlich in einer neuen Farbfassung. Ein neues Altarkreuz und andere liturgische Geräte aus Kupfer nach Entwürfen von Ziseleurmeister Günter Tigge aus Berlin ersetzten die bisherigen, die teils noch aus der Erbauungszeit der Kirche stammten. 1966 wurde das Kirchenschiff neu eingedeckt.
Im Jahr 1975 entwickelte Umbaupläne sahen schwerwiegende Eingriffe in die Bausubstanz vor. Die neugotische Innenausstattung sollte vollständig beseitigt und in der Höhe von vier Metern eine Stahlbetondecke eingezogen werden. Im neuen Untergeschoss wollte die Kirchgemeinde Gemeinde- und Büroräume sowie Toiletten und eine Heizung einrichten. Das Obergeschoss sollte den neuen Kirchenraum aufnehmen. Da sich für den Raumbedarf der Gemeinde in einem anderen Gebäude eine Lösung fand, ließ die Kirchgemeinde das Vorhaben 1978 fallen.
Die Erneuerung 1982/1983 brachte neben einer neuen Heizanlage, einer Generalüberholung der Orgel und einer neuen Läutanlage Verluste an bis dahin erhaltenen Ausstattungen der Erbauungszeit. Der Altarblock, die neugotische Kanzel und die 1912 veränderte hölzerne Sakristei wurden beseitigt und vernichtet. An ihre Stelle traten mit Eschenholz furnierte Sakralmöbel. Der Renaissance-Taufstein der Feldsteinkirche wurde entfernt und in einem Stall eingelagert.

## Sanierung 1987/1989 im Rahmen der Dorferneuerung Marzahn
Am 28. März 1985 erklärte der Rat des Stadtbezirkes Marzahn die Kirche zum Baudenkmal. Die umfassende Sanierung in den Jahren 1987–1989 erfolgte im Kontext der „Dorfrekonstruktion“ Marzahn durch den Magistrat von Berlin. Die Erneuerung bezweckte, den Dorfkern in seinen typischen Elementen zu erhalten und in das Neubaugebiet zu integrieren, wo ab 1977 die ersten Plattenbauten der Großwohnsiedlung in die Höhe wuchsen.
Die Trockenlegung des Mauerwerks, die Sanierung des Dachstuhls und Neueindeckung der Dächer, die Erneuerung der Regenrinnen und Fallrohre dichteten den Bau ab und verhinderten weitere Schäden durch eindringende Feuchtigkeit. Die mit heißem Wasser abgewaschene Fassade zeigte wieder die ursprüngliche hellgelbe Farbe der Ziegel, und die Blendfenster der Giebel erhielten einen Verputz mit neuem Anstrich.
Die Arbeiten im Inneren standen im Zeichen des Rückbaus früherer Eingriffe. So verschwand die Winterkirche der Renovierungen 1962/1963 und der erst 1984 eingebaute Ofen. Der Einbau des neuen Fußbodens aus Basdorfer Klinkern führte zum Verlust der hölzernen Podeste der Kirchenbänke aus der Erbauungszeit. Nach Putzausbesserungen erhielten der Innenraum sowie Emporen, Bänke und Orgel einen neuen Anstrich. Eine neue Beleuchtung und eine Gasheizung rundeten die Renovierungen ab.
Nach Arbeiten an der Orgel 1992/1993, der Restaurierung der originalen Außentür 1994 und der Beseitigung von Feuchtigkeitsschäden 1999 in der Sockelzone der Außenmauern konnte 2005 der renovierte Taufstein aus der Vorgängerkirche in dem Gotteshaus wieder aufgestellt werden.